# 230 (liczba)
230 (dwieście trzydzieści) – liczba naturalna następująca po 229 i poprzedzająca 231.

## W matematyce
- liczba złożona, której dzielnikami są 2, 5, 10, 23, 46 i 115.
- liczba sfeniczna[1], ponieważ jest iloczynem 3 liczb pierwszych. Jest to także pierwsza liczba sfeniczna, która bezpośrednio poprzedza inną liczbę sfeniczną.
- palindrom i repdigit o podstawach 22 (AA 22), 45 (55 45), 114 (22 114), 229 (11 229)
- liczba Harshada o podstawach 2, 6, 10, 12, 23 (i 16 innych podstawach).
- wesoła liczba[2].
- nietocjent[3], ponieważ nie ma liczby całkowitej poniżej której znajduje się 230 liczb względnie pierwszych.
- suma liczb względnie pierwszych dla pierwszych 27 liczb całkowitych.
- podwielokrotna suma zarówno 454, jak i 52441.
- maksymalna liczba części, jaką można uzyskać poprzez wycięcie pierścienia za pomocą 20 nacięć[4].

Sekwencja porcji rozpoczynająca się od 224 to: 224, 280, 440, 640, 890, 730, 602, 454, 230, 202, 104, 106, 56, 64 , 63, 41, 1, 0.
Istnieje 230 unikalnych grup przestrzennych opisujących wszystkie możliwe symetrie kryształów.